# Carolina Augusta de Borbó-Dues Sicílies (princesa d'Orleans)
Maria Carolina Augusta de Borbó-Dues Sicílies, princesa d'Orleans (Viena, Imperi austríac, 26 d'abril de 1822 - Twickenham, Anglaterra, 6 de desembre de 1869) fou Princesa de les Dues Sicílies de la Casa de Borbó amb el tractament d'altesa reial que esdevingué princesa d'Orleans i duquessa d'Aumale (duchesse d'Aumale) per matrimoni.

## Biografia

### Joventut i matrimoni

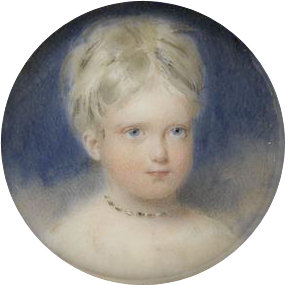
Retrat en miniatura de Maria Carolina Augusta en els seus primers anys. La miniatura no està datada i l'artista és desconegut.

Maria Carolina va néixer a Viena el 26 d'abril de 1822, l'únic fill supervivent de Leopold de Borbó-Dues Sicílies i de l'arxiduquessa Clementina d'Àustria. Maria Carolina era neta per via paterna del rei Ferran I de les Dues Sicílies i de l'arxiduquessa Maria Carolina d'Àustria i per via materna de l'emperador Francesc I d'Àustria i de la princesa Maria Teresa de Borbó-Dues Sicílies.
Anomenada Lina des del seu naixement, la princesa va passar els primers anys de la seva vida sota la supervisió de la seva mare a la cort imperial austríaca de Viena i hi va ser introduïda oficialment a la societat. Quan era adolescent, va tornar amb la seva família a Nàpols.
A les dècades de 1830 i 1840, no hi havia moltes princeses de la noblesa europea que estiguessin en edat de casar-se, la qual cosa va permetre a Maria Carolina rebre diversos pretendents per la seva mà. L'elecció finalment va recaure en el príncep Enric, duc d'Aumale, cinquè i segon fill petit del rei Lluís Felip I de França i la seva dona Maria Amalia de les Dues Sicílies, que va quedar impressionat amb ella durant una estada al palau del seu pare a Nàpols. Les negociacions matrimonials van començar a finals d'agost de 1844, i el 17 de setembre del mateix any a la Revue de París, el seu compromís va ser anunciat oficialment. La unió va ser qualsevol cosa menys un partit d'amor. Henri d'Orléans va descriure la seva dona en una carta al seu professor Alfred-Auguste de Cuvillier-Fleury com «no agradable, però res desagradable amb ella mateixa». Cuvillier-Fleury va estar d'acord amb ell, i va afegir que també tenia un aspecte exquisit. Henry va acceptar el matrimoni només després d'una intensa pressió dels seus pares després que aquests rebutgessin altres candidats i finalment va optar per la petita i gràcil Maria Carolina per anticipar-li qualsevol altra proposta de matrimoni d'altres prínceps europeus.
El 25 de novembre de l'any 1844 contragué matrimoni a Nàpols amb el príncep Enric d'Orleans, encara que els futurs sogres de Maria Carolina haurien preferit que el matrimoni se celebrés a París. Les noces civils es van celebrar al palau reial del rei Ferran II de les Dues Sicílies, i el mateix dia, la cerimònia religiosa es va celebrar amb gran pompa. La núvia va rebre la gran quantitat de 517.000 francs d'or com a dot. Les festes amb motiu del casament, com balls, recepcions, actes de caça o gales de teatre, van durar més de dues setmanes. No obstant això, Maria Carolina va viatjar ja el 2 de desembre de 1844 juntament amb el seu marit en vaixell a Toulon. A partir d'aquí, els nuvis van tenir una gran recepció per part de la ciutat a París, on es van instal·lar en una sèrie d'habitacions al palau de les Tulleries. Enric era fill del rei Lluís Felip I de França i de la princesa Maria Amèlia de Borbó-Dues Sicílies. Enric era considerat un dels millors partits de la reialesa europea en ser l'hereu del primer patrimoni francès, el de la Casa dels Condé que rebé l'any 1830 i valorat en seixanta-sis milions de francs francesos de l'època.

### Primers anys de matrimoni i fills

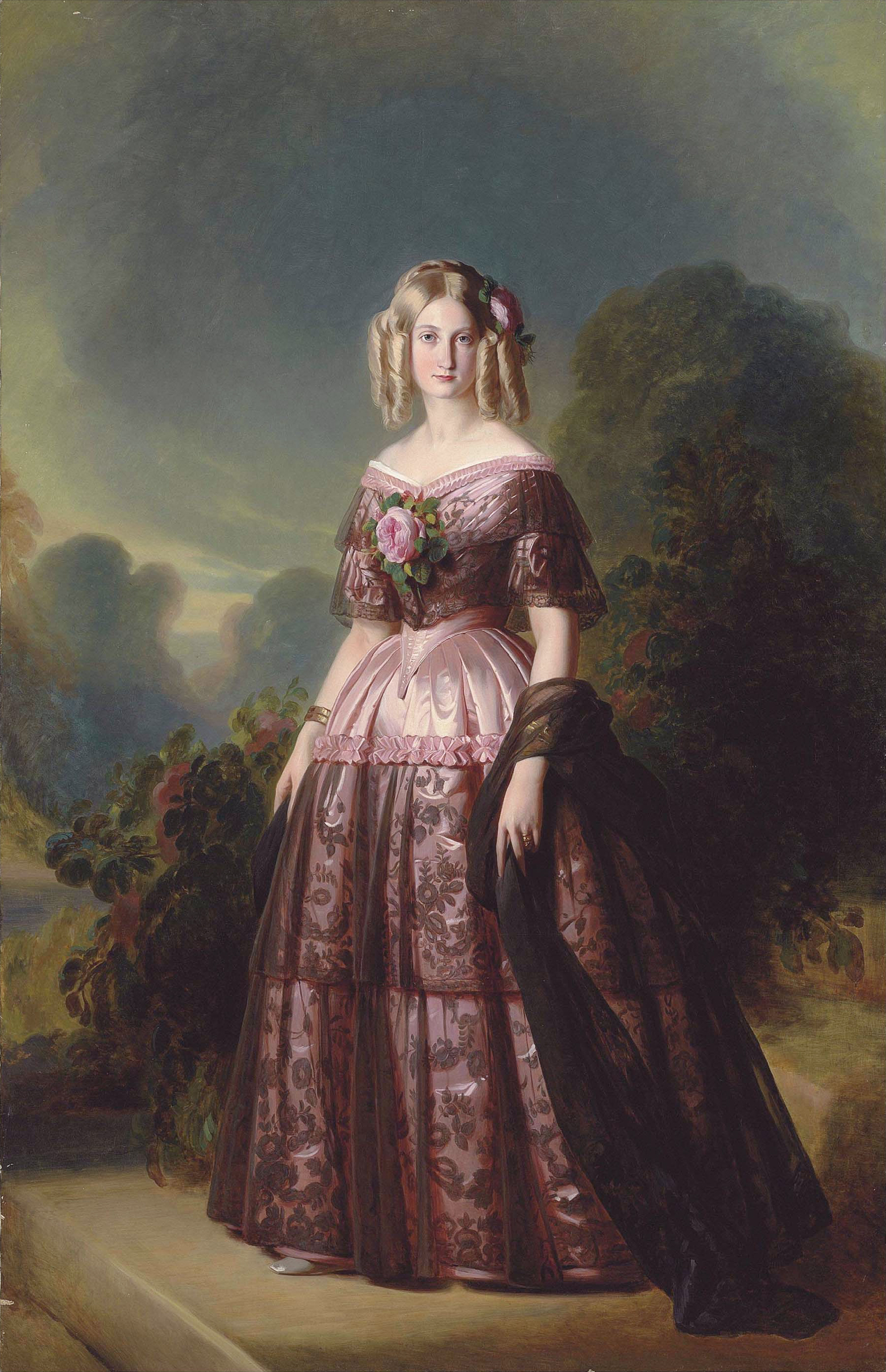
Princesa Maria Carolina Augusta de Borbó (de Franz Xaver Winterhalter)

Durant els primers mesos de 1845, que per a Maria Carolina eren ocupats per deures cerimonials en ocasions oficials com balls, representacions teatrals o trobades amb nobles, ella i el seu marit van tenir per fi l'oportunitat de conèixer-se millor. Van desenvolupar un respecte mutu, i durant tots els seus anys junts, la princesa va ser una esposa fidel i devota que mai va fer reclamacions. Les seves maneres encantadores, gentilesa i bondat, van guanyar l'amor de la família del seu marit. Els contemporanis la van descriure com a amable i enginyosa. El maig de 1845 es va traslladar amb el seu marit al castell de Chantilly, que Henry va reconstruir i modernitzar especialment per a ella. Durant aquell estiu, la reina Victòria i el seu marit passaven per França des del seu viatge a Alemanya es van quedar una nit amb la família reial francesa, segons el seu diari que descriu de conèixer per primera vegada a Marie Carolina «que és una mica més petita que jo, molt, molt, clara i gens bonica, però molt agradable; té els ulls blaus clars, el nas gran i la boca no és bonica». però més tard va escriure que «la Lina és realment molt amable; parla alemany de preferència, havent nascut a Alemanya - a Viena - i havent viscut sempre allà». Es convertirien en amics de tota la vida.
Maria Karolina va romandre al costat del seu marit després de ser nomenat el setembre de 1847 governador general d'Algèria i, per tant, la seva presència en aquest país era necessària.
La parella tingué quatre fills:
1. SAR el príncep Lluís Felip d'Orleans, príncep de Condé, nat a Saint Cloud el 1845 i mort a Sidney el 1866.
2. SAR el príncep Enric d'Orleans, duc de Guisa, nat a Saint Cloud el 1847 i mort un mes després.
3. SAR el príncep Francesc d'Orleans, duc de Guisa, nat a Palerm el 1852 i mort a Twickenham el 1852.
4. SAR el príncep Francesc d'Orleans, duc de Guisa, nat a Twickenham el 1854 i mort el 1872 a París.

### Exili a Anglaterra i mort

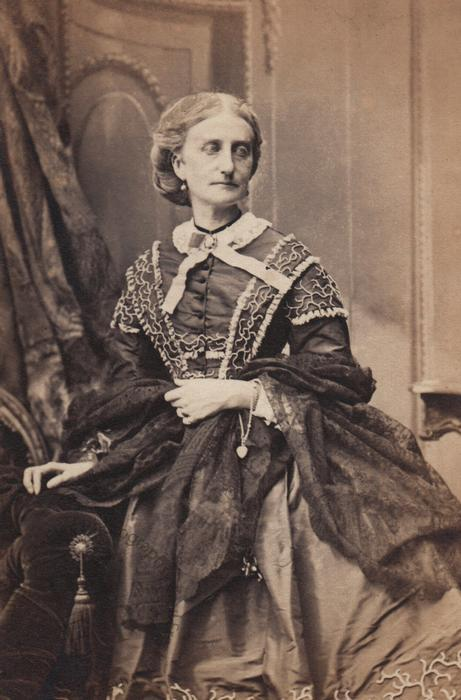
La princesa Maria Carolina Augusta, duquessa d'Aumale en els seus darrers anys (per Camille Silvy)

Després de la Revolució de febrer de 1848, la família d'Orleans es va exiliar a Anglaterra i, per decret del 16 de maig de 1848, va ser expulsada definitivament de França. Maria Carolina va seguir al seu marit, i es van traslladar temporalment a Claremont House. Les seves finances tenses van obligar a la princesa a vendre parts de les seves precioses joies per pagar-ne el manteniment.
Maria Carolina aviat es va convertir en una amiga íntima de la reina Victòria, que va donar a ella i a la seva família l’Orleans House a Twickenham, Londres, com a residència. Es van traslladar de Claremont a la seva nova llar el 16 d'abril de 1852. Un any abans, va viatjar a Nàpols amb el seu marit per visitar la seva mare recentment vídua i hi va romandre gairebé un any sencer. Mentre estava allí, va donar a llum el seu quart fill, anomenat François Paul, el gener de 1852, que malauradament va morir als 3 mesos a causa de la tos ferina de camí i mor 10 dies després de la seva arribada a Claremont. com la reina Victòria va escriure tristament al seu diari. Possiblement a causa del coeficient d'endogàmia dels seus pares i del seu marit, és probable que sigui el motiu principal de la mort de tots els seus germans i de la majoria dels seus fills. Després d'un llarg viatge a l'agost de 1864 per Europa (incloent-hi Bèlgica, Alemanya, Àustria, Hongria, Espanya, Suïssa i Orient), Maria Carolina va passar el seu temps preferentment a la finca de Wood Norton Hall a Worcestershire.
La mort inesperada del seu fill gran Lluís Felip, príncep de Condé, el 1866 va submergir Maria Carolina en una profunda depressió de la qual mai es va recuperar del tot. Després d'un atac de malaltia de sis setmanes, va morir el 6 de desembre de 1869 als 47 anys a la residència anglesa dels Orleans a l'exili, a Twickenham, de tuberculosi infecciosa.
La reina Victòria va escriure sobre la mort de la seva amiga: «Profundament afligida, perquè l'estimava molt, i des de la mort de la estimada Victòria, ella era la de la família a la qual més m'aferrava. Estimada, ànima amable, difícilment puc creure que ho faré. No la tornis a veure mai més! És terrible per a la pobre Aumale i la seva pobre mare vella, també el seu pobre nen».
Quatre dies després de la seva mort, el 10 de desembre de 1869, Maria Carolina va ser enterrada a la capella catòlica de Weybridge fins al 1876, quan les seves despulles van ser retornades a França pel seu marit per ser enterrades a la capella reial de Dreux. Després de la mort de la seva dona, Henry va preferir romandre vidu fins a la seva pròpia mort el 1897.

## Ascendència
|  |                                                                   |  |  |  |  |  |  |  |  |  |  |  |  |  |  |  |
|  | 8. Carles III d'Espanya                                           |  |  |  |  |  |  |  |  |  |  |  |  |  |  |  |
|  |                                                                   |  |  |  |  |  |  |  |  |  |  |  |  |  |  |  |
|  |                                                                   |  |  |  |  |  |  |  |  |  |  |  |  |  |  |  |
|  | 4. Ferran I de les Dues Sicílies (= 14)                           |  |  |  |  |  |  |  |  |  |  |  |  |  |  |  |
|  |                                                                   |  |  |  |  |  |  |  |  |  |  |  |  |  |  |  |
|  |                                                                   |  |  |  |  |  |  |  |  |  |  |  |  |  |  |  |
|  | 9. Maria Amàlia de Saxònia (reina d'Espanya)                      |  |  |  |  |  |  |  |  |  |  |  |  |  |  |  |
|  |                                                                   |  |  |  |  |  |  |  |  |  |  |  |  |  |  |  |
|  |                                                                   |  |  |  |  |  |  |  |  |  |  |  |  |  |  |  |
|  | 2. Leopold de Borbó-Dues Sicílies (príncep de Salern)             |  |  |  |  |  |  |  |  |  |  |  |  |  |  |  |
|  |                                                                   |  |  |  |  |  |  |  |  |  |  |  |  |  |  |  |
|  |                                                                   |  |  |  |  |  |  |  |  |  |  |  |  |  |  |  |
|  | 10. Francesc I del Sacre Imperi Romanogermànic                    |  |  |  |  |  |  |  |  |  |  |  |  |  |  |  |
|  |                                                                   |  |  |  |  |  |  |  |  |  |  |  |  |  |  |  |
|  |                                                                   |  |  |  |  |  |  |  |  |  |  |  |  |  |  |  |
|  | 5. Maria Carolina d'Àustria (reina de Nàpols i de Sicília) (= 15) |  |  |  |  |  |  |  |  |  |  |  |  |  |  |  |
|  |                                                                   |  |  |  |  |  |  |  |  |  |  |  |  |  |  |  |
|  |                                                                   |  |  |  |  |  |  |  |  |  |  |  |  |  |  |  |
|  | 11. Maria Teresa I d'Àustria                                      |  |  |  |  |  |  |  |  |  |  |  |  |  |  |  |
|  |                                                                   |  |  |  |  |  |  |  |  |  |  |  |  |  |  |  |
|  |                                                                   |  |  |  |  |  |  |  |  |  |  |  |  |  |  |  |
|  | 1. Princess Maria Carolina of the Two Sicilies                    |  |  |  |  |  |  |  |  |  |  |  |  |  |  |  |
|  |                                                                   |  |  |  |  |  |  |  |  |  |  |  |  |  |  |  |
|  |                                                                   |  |  |  |  |  |  |  |  |  |  |  |  |  |  |  |
|  | 12. Leopold II del Sacre Imperi Romanogermànic                    |  |  |  |  |  |  |  |  |  |  |  |  |  |  |  |
|  |                                                                   |  |  |  |  |  |  |  |  |  |  |  |  |  |  |  |
|  |                                                                   |  |  |  |  |  |  |  |  |  |  |  |  |  |  |  |
|  | 6. Francesc I d'Àustria                                           |  |  |  |  |  |  |  |  |  |  |  |  |  |  |  |
|  |                                                                   |  |  |  |  |  |  |  |  |  |  |  |  |  |  |  |
|  |                                                                   |  |  |  |  |  |  |  |  |  |  |  |  |  |  |  |
|  | 13. Maria Lluïsa de Borbó i de Saxònia                            |  |  |  |  |  |  |  |  |  |  |  |  |  |  |  |
|  |                                                                   |  |  |  |  |  |  |  |  |  |  |  |  |  |  |  |
|  |                                                                   |  |  |  |  |  |  |  |  |  |  |  |  |  |  |  |
|  | 3. Arxiduquessa Clementina d'Àustria                              |  |  |  |  |  |  |  |  |  |  |  |  |  |  |  |
|  |                                                                   |  |  |  |  |  |  |  |  |  |  |  |  |  |  |  |
|  |                                                                   |  |  |  |  |  |  |  |  |  |  |  |  |  |  |  |
|  | 14. Ferran I de les Dues Sicílies (= 4)                           |  |  |  |  |  |  |  |  |  |  |  |  |  |  |  |
|  |                                                                   |  |  |  |  |  |  |  |  |  |  |  |  |  |  |  |
|  |                                                                   |  |  |  |  |  |  |  |  |  |  |  |  |  |  |  |
|  | 7. Maria Teresa de Borbó-Dues Sicílies (emperadriu d'Àustria)     |  |  |  |  |  |  |  |  |  |  |  |  |  |  |  |
|  |                                                                   |  |  |  |  |  |  |  |  |  |  |  |  |  |  |  |
|  |                                                                   |  |  |  |  |  |  |  |  |  |  |  |  |  |  |  |
|  | 15. Maria Carolina d'Àustria (reina de Nàpols i de Sicília) (= 5) |  |  |  |  |  |  |  |  |  |  |  |  |  |  |  |
|  |                                                                   |  |  |  |  |  |  |  |  |  |  |  |  |  |  |  |
|  |                                                                   |  |  |  |  |  |  |  |  |  |  |  |  |  |  |  |